# Одинокий голубь (цикл произведений)
Одинокий голубь — цикл произведений писателя Ларри Макмёртри.
Книги:
- Одинокий голубь (1985);
- Улицы Ларедо (1993);
- Прогулка мертвеца (1995);
- Луна команчей (1997);

Экранизации:
- Одинокий голубь (Lonesome Dove 1989);
- Одинокий голубь: Возвращение (Return to Lonesome Dove 1993);
- Одинокий голубь: Серии (Lonesome Dove: The Series 1994-1995);
- Одинокий голубь: Вне закона  (Lonesome Dove: The Outlaw Years 1995-1996);
- Улицы Ларедо (Streets of Laredo 1995);
- Прогулка мертвеца (Dead Man’s Walk 1996);
- Луна команчей (Comanche Moon 2008);

Внутренняя хронология цикла:
- Прогулка мертвеца (Dead Man’s Walk) — начало 1840-х годов.
- Луна команчей (Comanche Moon) — 1850-60-е годы.
- Одинокий голубь (Lonesome Dove) — вторая половина 1870-х годов.
- Улицы Ларедо (Streets of Laredo) — начало 1890-х годов.
- Одинокий голубь: Возвращение (Return to Lonesome Dove 1993) — действие сериала происходит после событий сериала «Одинокий голубь», создан без участия автора основного цикла, альтернативная версия развития событий вместо «Улиц Ларедо».
- Одинокий голубь: Серии (Lonesome Dove: The Series 1994-1995); Одинокий голубь: Вне закона  (Lonesome Dove: The Outlaw Years 1995-1996) - сериал о  Ньюте Доббсе (Колле), сыне капитана Вудро Колла.